# Royale Motor Company

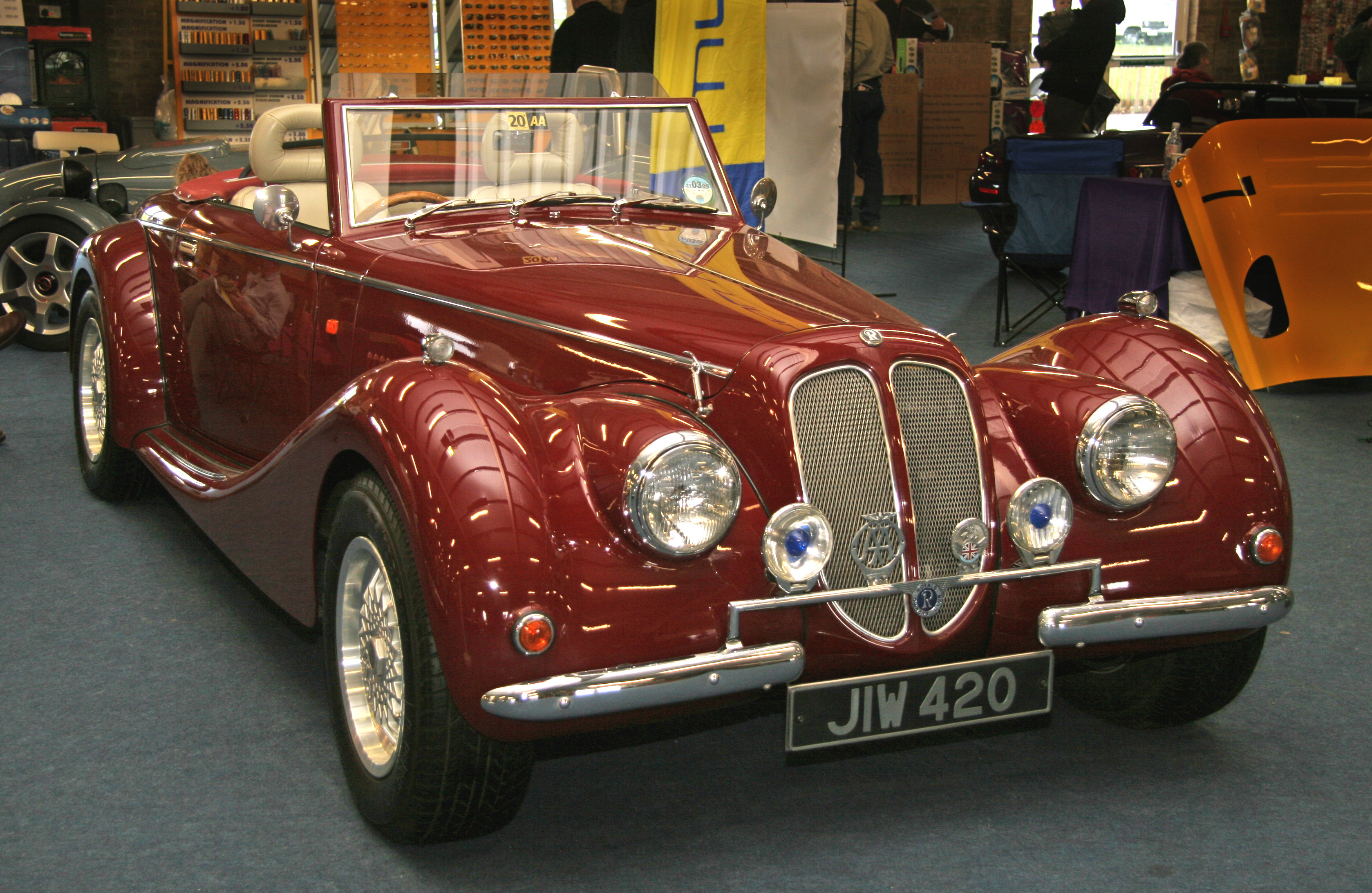
Royale Sabre

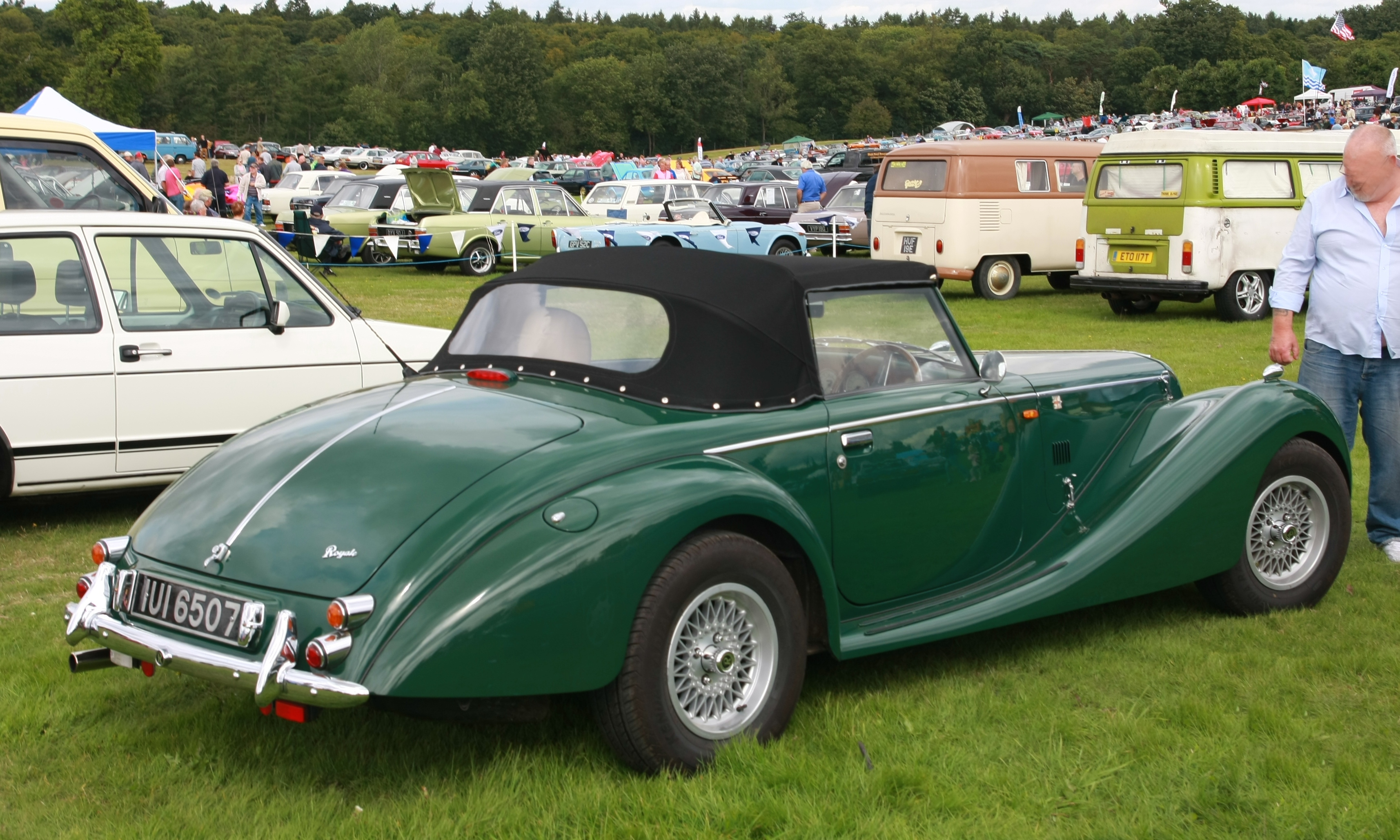
Heckansicht

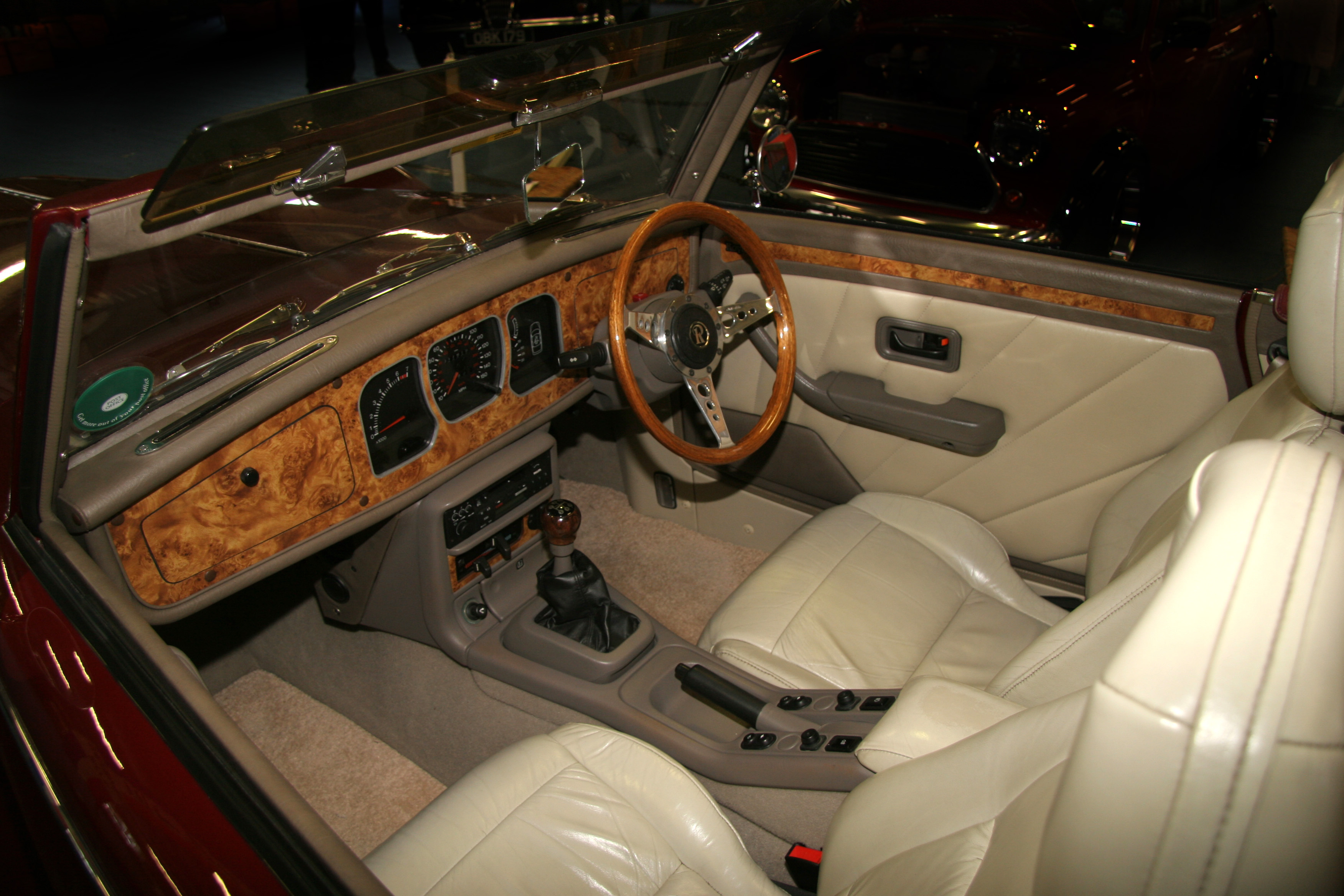
Innenraum

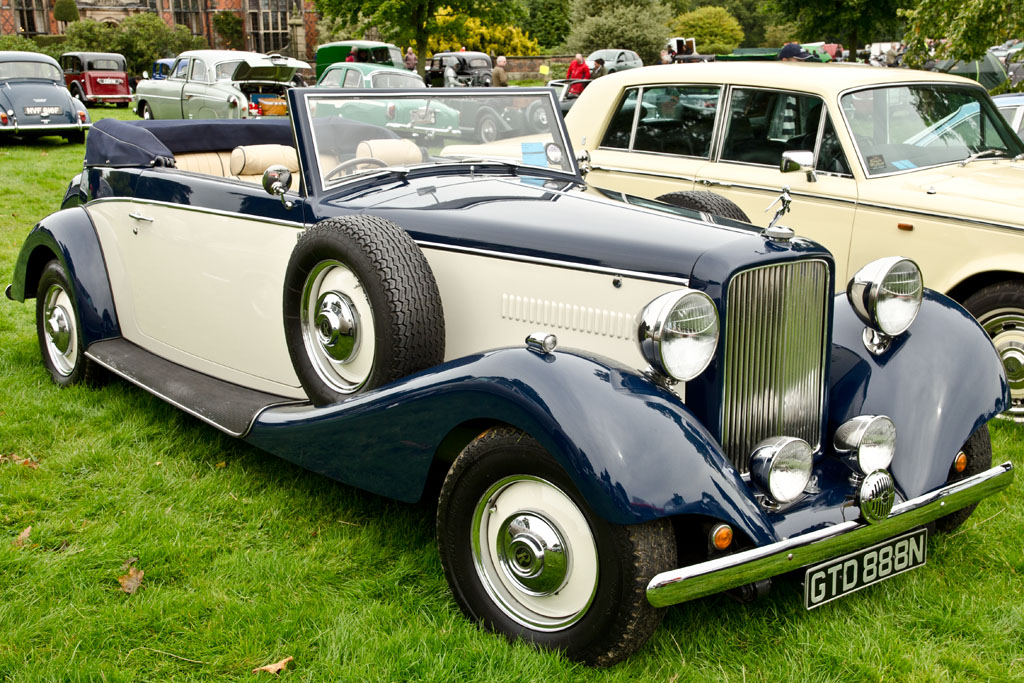
Royale Drophead

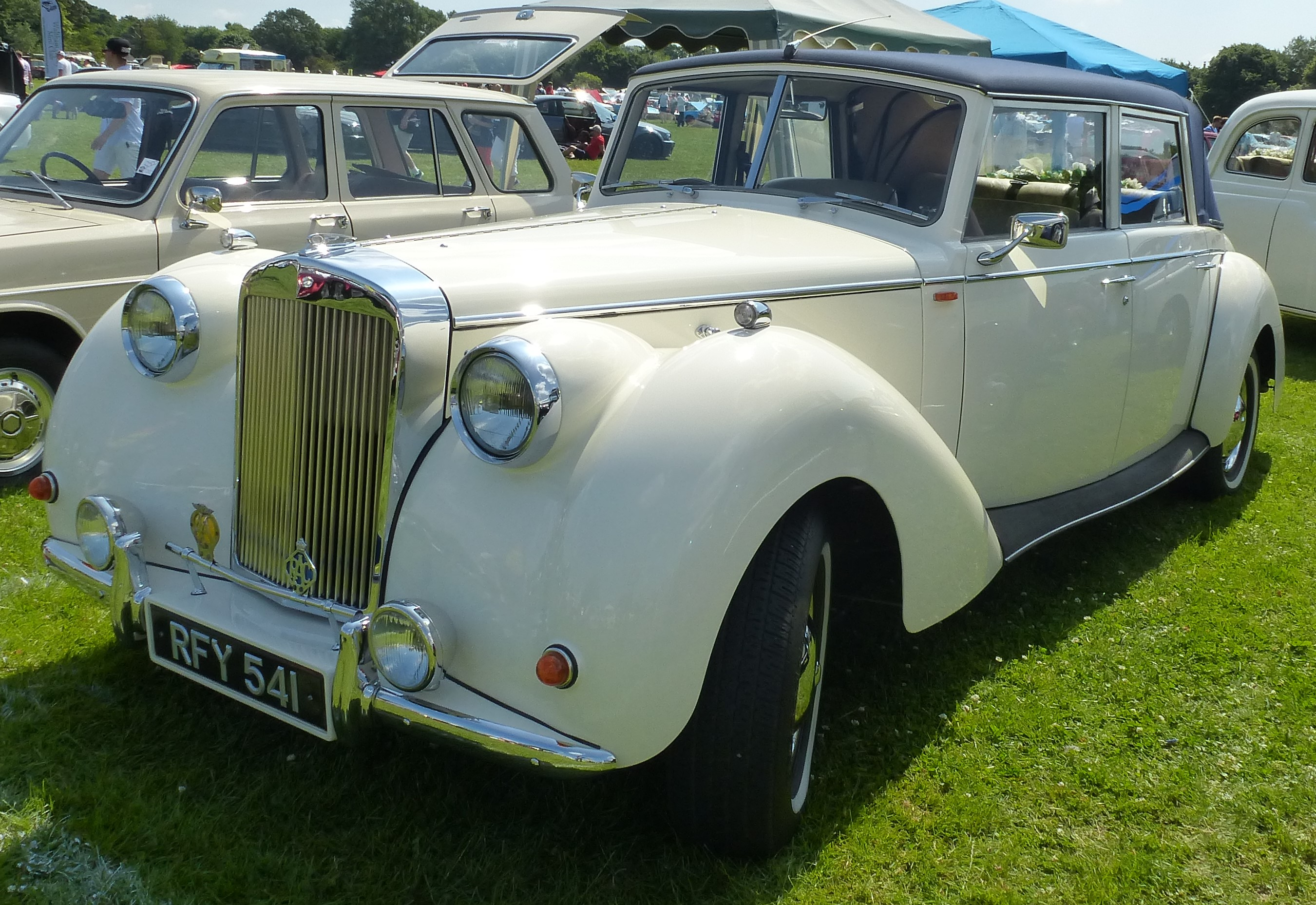
Royale Windsor

Die Royale Motor Company war ein britischer Hersteller von Automobilen. Der Markenname lautete Royale.

## Unternehmensgeschichte
John Barlow gründete 1990 das Unternehmen in Preston. Er hat auf der Basis von Großserientechnik drei Modelle im Stil der 1930er Jahre entwickelt und diese sowohl fertig montiert als auch in Bausatzform (als so genannte Kit Cars) vertrieben. 2001 wurde das Unternehmen aufgelöst.
Die Empire Motor Company aus den Niederlanden übernahm 2001 das Modell Sabre, übergab es 2002 an die Vintage Motor Company aus Pontefract unter Leitung von Alan Beillby, die es 2006 einstellte und 2009 an Sabre Sportscars aus Wandworth unter Leitung von Simon Rhodes abgab.
Es gibt keine Verbindung zur Automarke Royale, unter der verschiedene Hersteller zwischen 1981 und 1990 ein Morgan-ähnliches Modell namens Royale anboten.

## Modelle
Das erste Modell war der Drophead, ein fünfsitziges Cabriolet mit der Fahrwerks- und Antriebstechnik des Jaguar XJ 6. Das Modell wurde 1990 vorgestellt und ab Juni 1991 produziert. Die Karosserie bestand aus GFK. Bis 1998 entstanden etwa 50 Exemplare.
Das zweite Modell Sabre erschien 1994. Dies war ein sportliches zweisitziges Cabriolet mit der Fahrwerks- und Antriebstechnik des Ford Scorpio oder Sierra. Für den Antrieb sorgten Vierzylindermotoren und Sechszylindermotoren bis 2900 cm³ Hubraum. Der Sabre wurde in Deutschland von einem Importeur aus Kassel für 80.000 DM angeboten. Von diesem Modell, das von anderen Herstellern noch in jüngerer Zeit angeboten wurde, entstanden bisher etwa 260 Exemplare.
1998 erschien als drittes und letztes Modell der Windsor, der als viertürige Limousine sowie ein Landaulet erhältlich war. Er basierte auf dem Ford Scorpio. Bis 2001 entstanden etwa 75 Exemplare.